# Lachnaia caprai
Lachnaia caprai  (лат.) — вид листоедов (Chrysomelidae) из подсемейства клитрины (Clytrinae). Эндемик Сицилии.  Голова, переднеспинка и голова чёрного цвета с зеленоватым оттенком. Надкрылья желтые или желто-рыжие, каждое с 3 чёрными пятнами. Как и все другие представители рода, данный вид обладает такими признаками: переднеспинка покрыта редкими волосками, усики зубчатые начиная с четвёртого членика до верхушки, передний край надкрылий килевидной формы, задние углы переднеспинки не подняты.
Вид описан в 1958 году.